# Zeche Oberschmalscheid
Die Zeche Oberschmalscheid ist ein ehemaliges Steinkohlenbergwerk in Essen-Werden-Fischlaken. Das Bergwerk ist aus der Umbenennung der Zeche Schmalscheid entstanden. Das Bergwerk war auch unter dem Namen Zeche Oberschmalscheidt bekannt.

## Bergwerksgeschichte
In der Schmalscheider Kohlenbank wurde bereits in der 2. Hälfte des 17. Jahrhunderts im Nebenerwerb Steinkohle abgebaut. Der Abbau wurde immer dann getätigt, wenn die Feldarbeit ruhte. Im 18. Jahrhundert wurde der Betrieb in der Kohlenbank mit Unterbrechungen durchgeführt. Im 18. Jahrhundert wurde die Gewerkschaft Oberschmalscheid gegründet. Am 29. Dezember des Jahres 1776 erhielt die Gewerkschaft Oberschmalscheid die Erlaubnis, die Schmalscheider Kohlenbank mit einem Stollen abzubauen. Im Jahr 1783 wurde der Pörtingsieper Stollen durch die Gewerken der Zeche Schmalscheid zerstört. Dieser Stollen war gemäß der Konzession durch den Abt von Werden tiefer angesetzt worden und im Schmalscheider Flöz vorgetrieben worden. In der Folge dieses Eingriffes wurde ein jahrelang andauernder Prozess geführt. Im Jahr 1788 verlor Gewerkschaft Oberschmalscheid in der 3. Instanz diesen Prozess gegen die Gewerkschaft Pörtingsiepen (Schmalscheider Unterstollen Gewerkschaft). Um das Jahr 1790 wurde das Bergwerk umbenannt in Oberschmalscheid.
Nach der Umbenennung war das Bergwerk ab dem Jahr 1802 in Betrieb. In diesem Jahr wurden 67 Ringel Steinkohle am Tag gefördert. Ab dem Jahr 1805 wurde am Schacht 2 abgebaut. Im Jahr 1809 kam es zu Auseinandersetzungen mit der Zeche Pörtingsiepen. Hintergrund dieser Auseinandersetzungen waren unklare Abbaurechte mit der Schmalscheider Unterstollen Gewerkschaft. Dieser Streit dauerte bis zum Jahr 1829 an. Im Jahr 1812 wurde am Schacht 3 abgebaut. Dieser Schacht hatte eine seigere Teufe von 24 Lachtern. Im Jahr 1816 wurde am Schacht Anton abgebaut. Schacht Anton hatte eine seigere Teufe von 16 Lachtern. Im Jahr 1820 waren die Schächte Anton und Eduard in Förderung. In diesem Jahr waren 14 Bergleute auf dem Bergwerk beschäftigt. Im Jahr 1826 waren die Schächte Amalia und Samuel in Betrieb. Im Jahr 1829 wurden zunächst noch 74.440 Scheffel Steinkohle gefördert, im August desselben wurde die Zeche Oberschmalscheid stillgelegt. Um das Jahr 1860 wurde das Grubenfeld der Zeche Pörtingsiepen zugeschlagen.